# Heterochroma luma
Heterochroma luma är en fjärilsart som beskrevs av Druce 1887. Heterochroma luma ingår i släktet Heterochroma och familjen nattflyn. Inga underarter finns listade i Catalogue of Life.